# Binaria sprucei
Binaria sprucei là một loài thực vật có hoa trong họ Đậu. Loài này được (Benth.) SCHMITZ mô tả khoa học đầu tiên năm 1973.